# Stazione di Roviano
La stazione di Roviano è lo scalo ferroviario a servizio del comune di Roviano. È ubicata sulla linea ferroviaria Roma-Pescara, posta a poca distanza dal centro del paese.

## Storia
È stata inaugurata nel 1888, e all'interno conta due binari adibiti al servizio viaggiatori. Nella stazione si effettuano numerosi incroci tra i treni in servizio tra Roma, Pescara e Avezzano. Il movimento passeggeri è svolto esclusivamente da Trenitalia ed è molto efficiente, data la vicinanza con il centro abitato.

## Servizi
- Sala di attesa